# شارل ژید
شارل ژید ( فرانسوی: [ʒid] ; ۱۸۴۷–۱۹۳۲) اقتصاددان و مورخ اندیشه اقتصادی اهل فرانسه بود. او استاد دانشگاه بوردو ، مونپلیه ، دانشگاه پاریس و سرانجام کالج دو فرانس بود. برادرزاده او آندره ژید بود.

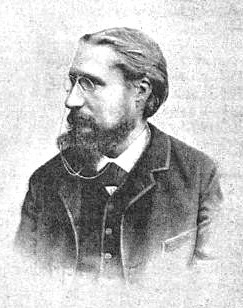
پرترهٔ شارل ژید، اقتصاددان اهل فرانسه

ژید که پایه‌گذار نشریهٔ Revue d'économie politique در سال ۱۸۸۷ بود، از طرفداران مکتب اقتصادی تاریخی فرانسه بود.
ا‌و یکی از معدود طرفداران لئون والراس بود، زیرا آن‌ها فلسفه اجتماعی و کنشگری اجتماعی یکسانی داشتند.